# 岐大バイパス
岐大バイパス（ぎだいバイパス）は、岐阜県岐阜市東中島から垂井町綾戸の23.9 kmに建設された国道21号のバイパスである。岐阜南部横断ハイウェイとして地域高規格道路計画路線に指定されている。
岐南インター交差点 - 茜部本郷交差点までは国道22号と国道156号が重複している。なお、名称となっている岐大は岐阜市と大垣市を結んでいることに由来する。このバイパス道路にちなみ、沿線にあたる岐阜市と大垣市にまたがる地域（瑞穂市、安八郡安八町を含む）を岐大地区と呼ぶことがある。

## 概要
昭和40年代から岐阜県の東西の動脈であった国道21号は、年々増加する自動車通行量に対し、道路規格が脆弱化した。これを救済するため、建設省（現在の国土交通省）が建設したバイパスである。

### バイパスデータ
- 起点：岐阜県岐阜市東中島[1]
- 終点：岐阜県大垣市長松町[1]
- 事業延長：23.9km[1]
- 道路規格：第3種第1級[1]
- 設計速度：80km/h[1]
- 車線数：4車線 - 6車線[1]

## 区間
建設区間は、3つの地区に分けられた。それぞれの概要は次のとおり。

### 岐阜地区
1. 区間：岐阜市東中島 - 岐阜市六条の6.1 km（岐阜市、岐南町を通過）
2. 道路規格
  - 岐阜市東中島 - 岐南町三宅：4車線（片側2車線）、連続立体高架（三宅立体高架橋）
  - 岐南町三宅 - 岐南町八剣：4車線、岐南インター（国道22号・国道156号に接続）付近立体交差（国道21号通過車は高架を走行し信号交差点なし、その他の場合は地上を走行し信号交差点あり）
  - 岐南町八剣 - 岐阜市茜部本郷：4車線、連続立体高架（途中に2つインターチェンジ（徳田IC・下川手IC）あり、JR東海道本線・名鉄名古屋本線を渡る）
  - 岐阜市茜部本郷 - 岐阜市六条：暫定平面6車線

### 岐大地区
1. 区間：岐阜市六条 - 大垣市和合本町の9.1 km（岐阜市、穂積町、巣南町（現在の瑞穂市）、安八町、大垣市を通過）
2. 道路規格
  - 岐阜市六条 - 瑞穂市下牛牧：暫定平面6車線、（穂積大橋で長良川を渡る）
  - 瑞穂市下牛牧 - 大垣市和合新町：暫定4車線、（新揖斐川橋で揖斐川を渡る）

### 大垣地区
1. 区間：大垣市和合新町 - 垂井町綾戸の8.7 km（大垣市内を通過）
2. 道路規格
  - 大垣市和合新町 - 大垣市楽田町：暫定4車線、和合インター（岐阜県道50号大垣環状線に接続）付近立体交差（JR東海道本線・樽見鉄道樽見線を渡る）
  - 大垣市楽田町 - 大垣市河間町：6車線
  - 大垣市河間町 - 垂井町綾戸：暫定4車線、（荒尾跨線橋でJR東海道本線を渡る）
  - 現在までに全線が供用されている。
  - 大垣市桧町にて東海環状自動車道大垣西ICが接続する。

## 沿革
- 1960年（昭和35年）：事業化[1]
- 1964年（昭和39年）：岐大地区着工
- 1965年（昭和40年）3月：岐阜地区着工
  - 穂積大橋（長良川）が完成
- 1974年（昭和49年）12月：全線2車線開通（大垣地区供用）[1]
- 1986年（昭和61年）：岐阜、岐大地区4車線化
- 1988年（昭和63年）7月：岐阜市六条（六条交差点） - 同市藪田（藪田交差点）6車線化[1]
- 1993年（平成5年）11月：羽島郡岐南町上印食 岐南立体高架橋開通 4車線化[1]
- 1994年（平成6年）3月：岐阜市茜部本郷（茜部本郷交差点） - 同市茜部中島（茜部中島交差点）6車線化[1]
- 1996年（平成8年）3月：岐阜市藪田（藪田交差点） - 同市下奈良5車線化[1]
- 1997年（平成9年）4月：岐阜市茜部中島（茜部中島交差点) - 同市六条（六条交差点）6車線化[1]
- 1997年（平成9年）12月：岐阜市藪田（藪田交差点） - 穂積町（瑞穂市）穂積（上穂積交差点）6車線化[1]
- 2000年（平成12年）：三宅立体高架橋2車線での暫定供用
- 2001年（平成13年）3月：大垣市桧町 - 同市長松町4車線化[1]
- 2003年（平成15年）3月：三宅立体高架橋4車線化[1]
- 2006年（平成18年）3月：瑞穂市穂積（上穂積交差点） - 同市穂積（穂積中原交差点）6車線化[1]
- 2010年（平成22年）6月：大垣市楽田町（楽田交差点） - 同市河間町（河間交差点）6車線化[1]
- 2014年（平成26年）7月：瑞穂市穂積（穂積中原交差点） - 同市牛牧（下牛牧交差点）5車線化[1]（東行き3車線化）
- 2018年（平成30年）3月：瑞穂市穂積（穂積中原交差点） - 同市牛牧（下牛牧交差点）6車線化[1]（西行き3車線化）

## 主な交差点
- 上側が起点側、下側が終点側。左側が上り側、右側が下り側。
- 交差する道路は、県道以上の道路および立体交差をするもしくは立体交差をする計画の道路。特記がないものは市町道。

| 交差する道路など                               | 交差する道路など                                    | 交差する場所  | 交差する場所           | 交差する場所                                                        | 備考                                                |
| ---------------------------------------------- | --------------------------------------------------- | ------------- | ---------------------- | ------------------------------------------------------------------- | --------------------------------------------------- |
| 国道21号（那加バイパス） 各務原・美濃加茂方面  |                                                     |               |                        |                                                                     |                                                     |
| 岐阜県道77号岐阜環状線                         |                                                     | 岐阜市        | 長森南IC（三宅高架橋） | 東中島                                                              | 各務原方面出入口のみ 岐大バイパスとは接続していない |
| 三宅方面                                       | 野中方面                                            | 羽島郡 岐南町 | 三宅IC（三宅高架橋）   | 上新田                                                              |                                                     |
| 岐阜県道179号中野上印食線                      | 岐阜県道179号中野上印食線                           | 羽島郡 岐南町 | （岐南高架橋）         | 上印食南                                                            | 側道でのみ接続 前後のICのランプを介する必要あり     |
| 国道156号（岐阜東バイパス）                    | 国道22号（名岐バイパス）                            | 羽島郡 岐南町 | 岐南IC（岐南高架橋）   | 岐南IC                                                              | 茜部本郷まで国道22号・国道156号との三重複区間       |
| 岐阜県道177号下印食笠松線                      | 岐阜県道177号下印食笠松線                           | 羽島郡 岐南町 | 徳田IC                 | 徳田1                                                               |                                                     |
| 岐阜県道・愛知県道14号岐阜稲沢線（岐阜東通り） | 岐阜県道・愛知県道14号岐阜稲沢線（岐阜東通り）      | 岐阜市        | 下川手IC               |                                                                     |                                                     |
| 国道157号（加納中通り）・国道248号             | 岐阜県道183号正木岐阜線                             | 岐阜市        |                        | 茜部本郷                                                            | ここまで国道22号・国道156号との三重複区間           |
| 岐阜県道151号岐阜羽島線（岐阜西通り）          | 岐阜県道151号岐阜羽島線（岐阜西通り）               | 岐阜市        | 茜部中島               |                                                                     |                                                     |
| 岐阜県道31号岐阜垂井線                         | 岐阜県道31号岐阜垂井線                              | 岐阜市        | 六条                   | 周辺にヤマト運輸岐阜南営業所、福山通運岐阜流通センターがある。      |                                                     |
| 岐阜県道1号岐阜南濃線・ 岐阜県道77号岐阜環状線 |                                                     | 岐阜市        | 宇佐                   | 藪田まで県道1号・県道77号が重複 岐大BP各務原方面→県道方面は通行不可 |                                                     |
| 岐阜県道77号岐阜環状線（岐阜環状線）           | 岐阜県道1号岐阜南濃線                               | 岐阜市        | 藪田                   | ここまで県道1号・県道77号が重複                                     |                                                     |
|                                                | 岐阜県道173号文殊茶屋新田線                         | 岐阜市        | 下藪田                 |                                                                     |                                                     |
| 岐阜県道173号文珠茶屋新田線（バイパス）        | 岐阜県道173号文珠茶屋新田線（バイパス）             | 岐阜市        | 薮田南5                |                                                                     |                                                     |
| 長良川                                         | 長良川                                              | 長良川        | 穂積大橋               | 穂積大橋                                                            |                                                     |
| 岐阜県道163号墨俣合渡岐阜線                    | 岐阜県道163号墨俣合渡岐阜線                         | 瑞穂市        |                        |                                                                     |                                                     |
| 岐阜県道188号穂積停車場線                      |                                                     | 瑞穂市        |                        | 上穂積                                                              |                                                     |
| 岐阜県道・三重県道23号北方多度線               | 岐阜県道・三重県道23号北方多度線                    | 瑞穂市        | 穂積中原               |                                                                     |                                                     |
| 岐阜県道171号美江寺西結線                      | 岐阜県道171号美江寺西結線・ 岐阜県道172号牛牧墨俣線 | 瑞穂市        | 下牛牧                 |                                                                     |                                                     |
| 揖斐川                                         | 揖斐川                                              | 揖斐川        | 新揖斐川橋             | 新揖斐川橋                                                          | 橋の途中で安八郡安八町を通る                        |
| 岐阜県道261号脛永万石線                        | 岐阜県道261号脛永万石線                             | 大垣市        |                        |                                                                     |                                                     |
|                                                | 岐阜県道50号大垣環状線                              | 大垣市        | 和合IC                 |                                                                     |                                                     |
| 岐阜県道156号曽井中島美江寺大垣線              | 国道258号（水郷街道258）                            | 大垣市        |                        | 楽田町                                                              |                                                     |
| 岐阜県道212号大垣大野線                        | 岐阜県道212号大垣大野線                             | 大垣市        | 中川町                 |                                                                     |                                                     |
| 国道417号                                      | 岐阜県道・愛知県道18号大垣一宮線                    | 大垣市        | 河間                   |                                                                     |                                                     |
| 岐阜県道231号荒尾笠縫線                        | 岐阜県道231号荒尾笠縫線                             | 大垣市        | 熊野                   |                                                                     |                                                     |
| C3 東海環状自動車道                            | 岐阜県道50号大垣環状線                              | 大垣市        | 桧                     | 大垣西ICに接続                                                      |                                                     |
| 岐阜県道214号養老赤坂線                        | 岐阜県道214号養老赤坂線                             | 大垣市        | 荒尾町                 |                                                                     |                                                     |
|                                                | 岐阜県道31号岐阜垂井線（美濃街道）                  | 不破郡 垂井町 | 綾戸口                 |                                                                     |                                                     |
| 国道21号 関ケ原・米原方面                      |                                                     |               |                        |                                                                     |                                                     |